# Chuck Bresnahan
Chuck Bresnahan (Springfield, 8 settembre 1960) è un allenatore di football americano statunitense.

## Nella NFL come allenatore

### Stagioni 1994 e 1995
Ha iniziato la sua carriera nella NFL con i Cleveland Browns come allenatore dei linebacker.

### Stagioni 1996 e 1997
Passa agli Indianapolis Colts con il medesimo ruolo.

### Dalla stagione 1998 alla 2003
Passa per la prima volta agli Oakland Raiders assumendo il ruolo per i primi due anni come allenatore dei defensive back e poi per i restanti anni come coordinatore della difesa.

### Dalla stagione 2004 alla 2007
Passa ai Cincinnati Bengals con lo stesso ruolo.

### Stagione 2012
Il 1º febbraio 2011 ritorna agli Oakland Raiders come allenatore della difesa, poi l'8 marzo assume ufficialmente il ruolo di coordinatore della difesa.